# Konrad X Biały
Konrad X Biały (Młodszy) (ur. ok. 1420, zm. 21 września 1492) – ostatni książę oleśnicki ze śląskiej linii dynastii Piastów, syn Konrada V Kąckiego i jego żony Małgorzaty.

## Życiorys
Po śmierci ojca w 1439 pod opieką stryja Konrada VII Białego. Wraz z bratem Konradem Czarnym przejął księstwo w 1450, by dwa lata później dokonać jego podziału. Biały objął księstwo oleśnickie, ale bez Oleśnicy, która przypadła Czarnemu podobnie jak górnośląskie posiadłości księstwa.
W czasie wojen o koronę czeską wspierał początkowo Jerzego z Podiebradów, składając mu hołd lenny w 1459 razem z bratem w zamian za potwierdzenie spadku po ojcu. Utrzymywał dobre stosunki z Polską. Wobec wkroczenia na Śląsk wojsk Macieja Korwina złożył mu wraz z bratem hołd.
Po śmierci brata 1471 objął ziemie górnośląskie, pozostawiając Oleśnicę jako wyprawę księżnej-wdowie Małgorzacie i jej córce Barbarze. Wobec zadłużenia sprzedał domeny górnośląskie nowemu księciu ziębickiemu z rodu Podiebradów, Henrykowi.
Po objęciu tronu w Czechach przez Władysława Jagiellończyka i wybuchu wojny między Jagiellonami polskimi i czeskimi a Korwinem, opowiedział się po stronie tych pierwszych.
Nie radząc sobie z zadłużeniem próbował sprzedać księstwo najpierw władcom Saksonii – co doprowadziło do interwencji Korwina, a w 1480 znowu bezskutecznie Krzyżakom. Doszedł do ugody z Korwinem, zapisując mu księstwo jako królowi Czech i przystępując do sojuszniczego układu ołomunieckiego. W 1488 próbował odwrócić sojusze przystępując do koalicji z Janem II Szalonym, księciem głogowskim i Henrykiem ziębickim, jednak w 1489 uległ wojskom węgierskim. Osadzony na zamku w Urazie z pensją ze skarbca królewskiego. Po śmierci Macieja Korwina odbił Oleśnicę, Syców i Wąsosz.
Ożenił się z Dorotą, córką bogatego rzemieślnika oleśnickiego zajmującego się wytwarzaniem kotłów, niejakiego Nikodema Rinkenberga. Umarł bezpotomnie.
Jego siostrą była Anna, żona Władysława I, ks. mazowieckiego.